# Ctenodactylus vali
Espèce
Statut de conservation UICN

 DD  : Données insuffisantes
Le Goundi du désert (Ctenodactylus vali) est une espèce de petits rongeurs de la famille des Ctenodactylidae, appelée aussi Goundi du Sahara comme Massoutiera mzabi ,. Ce goundi occupe les massifs rocheux du Sahara septentrional.
L'espèce est décrite pour la première fois en 1902 par le mammalogiste anglais Michael Rogers Oldfield Thomas (1858-1929).
Son aire de répartition est divisée en deux, l’une située aux confins du Maroc et de l’Algérie, l’autre en Libye.